# Omar Al-Mukhtar
Omar Mukhtar, também conhecido como Omar al-Mukhtar (em árabe: عمر المختار), nascido em 20 de agosto de 1862 e falecido em 16 de  setembro de 1931), foi um dirigente religioso e militar líbio, conhecido pelos apelidos Xeque dos mártires (Shaykh al- Shuhada) e O Leão do Deserto (Asad al- Sahra). Organizou e liderou por quase vinte anos (a partir de 1912) a resistência colonial dos nativos contra o controle italiano na Líbia. Foi capturado e enforcado pelos italianos em 1931. É considerado herói nacional da Líbia.

## Biografia

### Origens da resistência
Omar al-Mukhtar nasceu em 1862 em Cirenaica entre Barca e Maraua, naquele tempo este território estava controlado pelo Império Otomano. Passou sua juventude na pobreza, e estudou durante oito anos na escola corânica Giarabube, na cidade santa Senussi de Tariqa, antes de continuar seus estudos em Zawiyat Janzur. Converteu-se ao saber popular do Corão, e como Iman se uniu mais tarde à confraria dos Senussi.
Com a invasão dos italianos, Omar Al-Mukhtar organizou um movimento de resistência com um contingente entre 2 000 3 000 guerrilheiros; ele conhecia o território árido e o deserto da Líbia, desta maneira, sem muitas dificuldades, cortou as linhas de comunicação do inimigo e realizou emboscadas frequentes. Em 1923, aos 63 anos, e por delegação de Idris I, Omar al-Mukhtar se tornou chefe da guerrilha anti-italiana na Líbia.

### Captura e execução
Em 1930 Mussolini determinou ao vice-governador de Cirenaica, o general Rodolfo Graziani, a tarefa de deter a resistência de Omar al-Mukhtar.

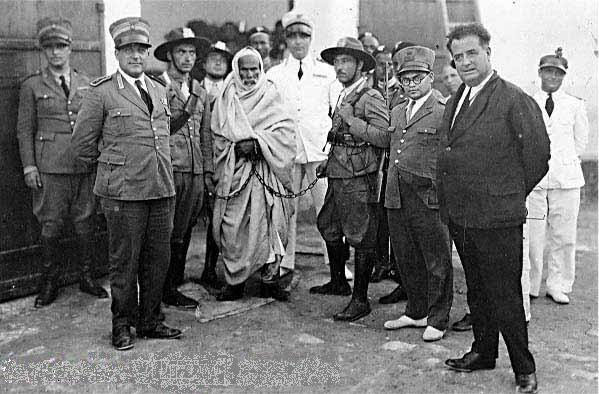
Prisão de Omar Al-Mukhtar

Graziani se apoderou dos bens dos Sanussi e os soldados italianos queimaram muitas aldeias, usaram também armas químicas (gás mostarda e fosgênio) para envenenar os poços de água potável e os fecharam com cimento. A agricultura Senussi foi devastada e milhares de líbios foram deportados a campos de concentração (ver: Crimes de Guerra da Itália). Graziani também construiu uma barreira de 270 quilômetros de arame farpado entre o porto de Bardia e o Oasis de Giarabube, sede da Irmandade Senussi. No verão de 1931, Omar al-Mukhtar tinha somente 700 homens. Em 11 de setembro de 1931 foi descoberto pela aviação italiana e foi ferido no braço. Capturado pelos esquadrões líbios a cavalo, foi levado a Bardia e mais tarde foi transferido para Bengasi.
Foi julgado no Palácio Littorio de Bengasi e no dia 15 de setembro foi condenado a morte por ordem de Benito Mussolini. A execução teve lugar às 9 da manhã de 16 de setembro de 1931 em Soluk, a 56 quilômetros ao sul de Bengasi, em plena Cirenaica. Para lá se dirigiram vinte mil líbios para presenciar a execução de Omar Al-Mukhtar, cujas últimas palavras foram as de um conhecido verso do Corão: "Inna li-llāhi wa inna ilaihi Ragi" ("a Deus pertencemos e a Ele voltaremos").

## Frases célebres
- "Sobreviverei a meu verdugo", antes de ser capturado pelo exército fascista italiano na Líbia (16 de setembro de 1931).[3]

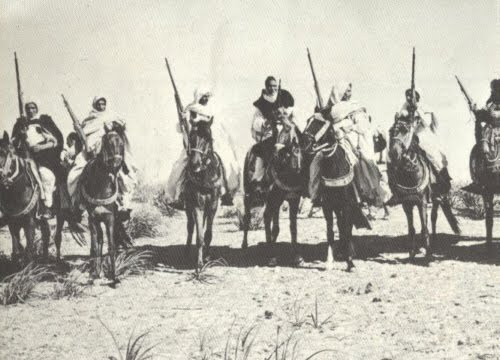
Omar Al-Mukhtar com os Mujahideen líbios